# Madison Wilson
Madison Maree Short (nacida Madison Maree Wilson; Roma, 31 de mayo de 1994) es una deportista australiana que compitió en natación, especialista en el estilo libre.
Participó en dos Juegos Olímpicos de Verano, obteniendo tres medallas, dos en Río de Janeiro 2016, oro en 4 × 100 m libre y plata en 4 × 100 m estilos, y bronce en Tokio 2020, en 4 × 200 m libre.
Ganó seis medallas en el Campeonato Mundial de Natación entre los años 2015 y 2022, y seis medallas en el Campeonato Mundial de Natación en Piscina Corta, en los 2014 y 2022.
En 2017 fue condecorada con la Medalla de la Orden de Australia (OAM).

## Palmarés internacional
| Juegos Olímpicos                    | Juegos Olímpicos        | Juegos Olímpicos  | Juegos Olímpicos      |
| Año                                 | Lugar                   | Medalla           | Prueba                |
| ----------------------------------- | ----------------------- | ----------------- | --------------------- |
| 2016                                | Río de Janeiro (Brasil) | Medalla de oro    | 4 × 100 m libre       |
| 2016                                | Río de Janeiro (Brasil) | Medalla de plata  | 4 × 100 m estilo      |
| 2020                                | Tokio (Japón)           | Medalla de bronce | 4 × 200 m libre       |
| Campeonato Mundial                  |                         |                   |                       |
| Año                                 | Lugar                   | Medalla           | Prueba                |
| 2015                                | Kazán (Rusia)           | Medalla de plata  | 100 m espalda         |
| 2017                                | Budapest (Hungría)      | Medalla de bronce | 4 × 200 m libre       |
| 2019                                | Gwangju (Corea del Sur) | Medalla de oro    | 4 × 200 m libre       |
| 2022                                | Budapest (Hungría)      | Medalla de oro    | 4 × 100 m libre       |
| 2022                                | Budapest (Hungría)      | Medalla de oro    | 4 × 100 m libre mixto |
| 2022                                | Budapest (Hungría)      | Medalla de plata  | 4 × 200 m libre       |
| Campeonato Mundial en Piscina Corta |                         |                   |                       |
| Año                                 | Lugar                   | Medalla           | Prueba                |
| 2014                                | Doha (Catar)            | Medalla de plata  | 4 × 100 m estilos     |
| 2014                                | Doha (Catar)            | Medalla de bronce | 4 × 200 m libre       |
| 2022                                | Melbourne (Australia)   | Medalla de oro    | 4 × 100 m libre       |
| 2022                                | Melbourne (Australia)   | Medalla de oro    | 4 × 200 m libre       |
| 2022                                | Melbourne (Australia)   | Medalla de oro    | 4 × 50 m estilos      |
| 2022                                | Melbourne (Australia)   | Medalla de plata  | 4 × 50 m libre        |